# Дидендорф
Дидендо́рф (фр. Diedendorf) — коммуна на северо-востоке Франции в регионе Гранд-Эст (бывший Эльзас — Шампань — Арденны — Лотарингия), департамент Нижний Рейн, округ Саверн, кантон Ингвиллер. До марта 2015 года коммуна административно входила в состав упразднённого кантона Сар-Юньон (округ Саверн).
Площадь коммуны — 10,11 км², население — 333 человека (2006) с тенденцией к стабилизации: 324 человека (2013), плотность населения — 32,1 чел/км².

## Население
Население коммуны в 2011 году составляло 331 человек, в 2012 году — 328 человек, а в 2013-м — 324 человека.
| 1962 | 1968 | 1975 | 1982 | 1990 | 1999 | 2006 | 2008 | 2011 | 2012 | 2013 |
| ---- | ---- | ---- | ---- | ---- | ---- | ---- | ---- | ---- | ---- | ---- |
| 405  | 411  | 403  | 344  | 329  | 347  | 333  | 329  | 331  | 328  | 324  |

Динамика населения:

## Экономика
В 2010 году из 210 человек трудоспособного возраста (от 15 до 64 лет) 155 были экономически активными, 55 — неактивными (показатель активности 73,8 %, в 1999 году — 66,8 %). Из 155 активных трудоспособных жителей работали 148 человек (82 мужчины и 66 женщин), 7 числились безработными (двое мужчин и 5 женщин). Среди 55 трудоспособных неактивных граждан 17 были учениками либо студентами, 17 — пенсионерами, а ещё 21 — были неактивны в силу других причин.